# 伊比利亞阿爾薩息王朝
伊比利亞阿尔萨息王朝（Arsacid dynasty，或把喬治亞語羅馬化後，拼寫為Arshakiani，羅馬化：tr）是伊朗安息帝國阿爾薩息王朝的一個分支，在約公元189年到284年間統治古代伊比利亞王國（卡特利，位於喬治亞東部）。接續這個王朝之後的是霍斯勞王朝（也被稱為米哈拉尼德王朝）。

## 歷史
當源自安息帝國阿尔萨息家族的沃洛加西斯二世（在位期間約公元180年到191年）在公元180年鞏固對古亞美尼亞王國的控制後，他開始干涉高加索伊比利亞的事務。西里爾·圖曼諾夫教授根據中世紀的喬治亞編年史資料，確認是亞美尼亞國王沃洛加西斯二世幫助伊比利亞的叛逆貴族，把伊比利亞的阿瑪扎斯普二世（沃洛加西斯二世妻子的兄弟）推翻，阿瑪扎斯普二世是當地法納巴茲王朝的末代國王。沃洛加西斯二世扶立他兒子勒夫一世取代阿瑪扎斯普二世。高加索伊比利亞阿尔萨息王朝時代在勒夫一世統治時（公元189年到216年）開啟。
即使阿尔萨息家族曾擁有高加索的亞美尼亞、伊比利亞、和阿爾巴尼亞這三個王國的王位，但它們仍在公元226年被繼承安息帝國的新波斯宗主國薩珊王朝所推翻。雖然後來的喬治亞編年史對這種權力變化有所記載，但其中敘述充滿時代錯置和半傳奇色彩，很少或根本未提出有關伊朗新王朝崛起後，對阿尔萨息家族所造成的影響。我們對那個時期的了解反而來自古典時代資料，以及薩珊王朝的銘文。
薩珊王朝取代積弱不振的安息帝國，利用強大的中央集權統治，改變伊比利亞親羅馬帝國的政治取向，並將其淪為附庸國。薩珊王朝的沙普爾一世（在位期間公元242年到272年）在伊比利亞的王位上安置一個名為亞馬亞斯普斯三世（在位期間公元260年到265年）的附庸，此人可能是阿尔萨息族裔的國王米赫達特二世的競爭者，或是對立國王。當阿斯帕古爾一世在公元284年過世，伊比利亞的阿尔萨息家族統治時代結束。薩珊王朝趁羅馬帝國內亂時，安置他們屬意的霍斯勞王朝的米利安三世登上伊比利亞的王位。

## 統治者名單
- 勒夫一世（英语：Rev I of Iberia），在位期間公元189年到216年
- 伊比利亞的維奇（英语：Vache of Iberia） (勒夫一世之子)，公元216年到234年
- 巴克留斯一世（英语：Bacurius I of Iberia） (維奇之子)，公元234年到249年
- 米赫達特二世（英语：Mihrdat II of Iberia） (巴克留斯一世之子)，公元249年到265年 (亞馬亞斯普斯三世（英语：Amazaspus III of Iberia）在公元260年到265年是米赫達特二世的對立國王)
- 阿斯帕古爾一世（英语：Aspagur I of Iberia）(米赫達特二世之子), 公元265年到284年

## 進一步閱讀
- （喬治亞語） Melikishvili, Giorgi et al.. (1970), საქართველოს ისტორიის ნარკვევები (Studies in the History of Georgia), Vol. 1. Tbilisi: Sabch'ota Sakartvelo.